# Pierre Vaneck
Pour les articles homonymes, voir Vaneck.
Pierre Vaneck (né Pierre Auguste Van Hecke) est un acteur franco-belge, né le 15 avril 1931 à Lạng Sơn (Indochine française, actuel Viêt Nam) et mort le 31 janvier 2010 à Paris 15e.

## Biographie

### Premiers pas
Fils du général de brigade belge Alphonse Van Hecke  et de Emma Janssens, Pierre Vaneck a passé sa jeunesse à Anvers avant de poursuivre, à 17 ans, des études de médecine à Paris puis des études d'art dramatique au cours René Simon et au Conservatoire dans la classe d'Henri Rollan. Il a gagné sa vie en travaillant chez un sellier et le soir, il récitait des poèmes de François Villon dans des cabarets de la rive gauche. Il débuta sur les planches en 1952 dans Les Trois Mousquetaires avec le rôle de Louis XIII. Au cinéma, il trouva son premier grand rôle dans le film de Julien Duvivier, Marianne de ma jeunesse en 1955.

### Carrière
Pierre Vaneck fut avant tout un homme de théâtre et de télévision, dont le visage est vite devenu familier des spectateurs.
Le grand public l'a connu surtout d'abord en 1968 dans Sarn, le téléfilm de Claude Santelli où il incarne avec justesse et humanité le rôle de Kester, puis en 1971 comme l'agent Yan Thomas, héros  de Aux frontières du possible aux côtés de Elga Andersen. La presse française de l'époque compare cette série où il a une partenaire féminine à Chapeau melon et bottes de cuir. Elle revient pour une seconde saison en 1974 où dans les derniers épisodes il changera de partenaire, jouant avec Eva Christian. Il multiplie également les rôles dans des téléfilms à la télévision, devenant un visage familier pour les français.
En 1976, il est le héros d'une autre série tournée à Amsterdam, Tokyo, Abidjan, Bangkok, Genève L'Homme d'Amsterdam aux côtés de Josine van Dalsum sur TF1. Les personnages de Yan Thomas et celui de Pierre Vermeer, héros de L'homme d'Amsterdam, et qui en commun d'être non violents (Yan Thomas ne porte jamais d'armes alors qu'il est un agent secret) auraient pu le restreindre à des rôles de héros de séries, mais la suite de sa carrière sera plus diversifiée. Il est certain qu'il aurait pu être un héros de séries françaises à la façon de Yves Rénier, Louis Velle ou Jean-Claude Bouillon, voie qui lui ouvrait Aux frontières du possible mais qu'il ne l'a pas souhaité. Pour cela, il a multiplié les téléfilms abordant des sujets historiques et au ton plus graves comme Héloïse et Abélard ou Saint-Just et la Force des choses qui, tout en restant populaire, lui permettaient d'élargir son public.
Malgré ses deux séries télévisées à succès, il est généralement considéré que les années 70 marquent pour lui un retrait.
Il est également remarqué pour son rôle de père de Fabien Cosma dans la série télévisée éponyme ainsi que dans de nombreux feuilletons et en particulier dans des sagas de l'été (Les Cœurs brûlés, Les Grandes Marées , Garonne,  …).
Il a néanmoins préféré se centrer sur sa carrière théâtrale si l'on en juge par le nombre de pièces qu'il a jouées. Tout en continuant à apparaître au cinéma dans des films comme La science des rêves, Deux jours à tuer ou encore L'Année des méduses.
En 2003, vers la fin de sa carrière, dans un épisode de la série Louis Page, il aborde le sujet grave de la fin de vie et de l'euthanasie, jouant un personnage mourant qui décide une mort assistée.

### Décès
Il meurt le 31 janvier 2010 à l'hôpital à la suite d'une opération cardiaque qu'il n'a pas supportée. Après des obsèques célébrées en l'église Saint-Roch de Paris, il est inhumé dans le Luberon.

### Vie privée
Il était marié à Sophie Becker (1932-), fille du réalisateur Jacques Becker, sœur du réalisateur Jean Becker et du directeur de la photographie Étienne Becker.
Il était le grand-père, entre autres d'Aurélie Vaneck et de Thibault Vaneck, connus pour avoir joué dans la série Plus belle la vie.

## Filmographie

### Cinéma
- 1954 : Huis clos de Jacqueline Audry : un soldat
- 1955 : Marianne de ma jeunesse de Julien Duvivier : Vincent Loringer
- 1956 : Si Paris nous était conté de Sacha Guitry : François Villon
- 1956 : Celui qui doit mourir de Jules Dassin : Manolios/Jésus Christ
- 1956 : Pardonnez nos offenses de Robert Hossein : René
- 1958 : Thérèse Étienne de Denys de La Patellière : Gottfried Muller
- 1958 : La Moucharde : Frédéric Martignac
- 1958 : Une balle dans le canon de Charles Gérard et Michel Deville : Tony
- 1960 : Merci Natercia de Pierre Kast : Alain
- 1960 : La Morte-Saison des amours de Pierre Kast : Sylvain
- 1961 : Les Amours célèbres de Michel Boisrond : René de La Roche
- 1961 : Un nommé La Rocca de Jean Becker : Xavier Adé
- 1963 : Vacances portugaises de Pierre Kast : Pierre
- 1965 : La Brûlure de mille soleils : (Voix)
- 1965 : Tournoi : Récitant/Narrateur (Voix)
- 1966 : Les Îles enchantées (As Ilhas encantadas) de Carlos Vilardebó : Abrantes
- 1966 : Paris brûle-t-il ? de René Clément : Commandant Roger Gallois
- 1968 : L'Étrangère de Sergio Gobbi : François
- 1969 : Maldonne de Sergio Gobbi : Jacques Christens
- 1969 : Les Patates de Claude Autant-Lara : un soldat allemand
- 1970 : L'Île aux coquelicots de Salvatore Adamo
- 1971 : Biribi de Daniel Moosmann : Ponchard
- 1974 : L'Ironie du sort d'Édouard Molinaro : Werner Von Rompsay
- 1974 : Le Seuil du vide de Jean-François Davy : Dr. Liancourt
- 1980 : Le Soleil en face de Pierre Kast : Le
- 1980 : La légion saute sur Kolwezi de Raoul Coutard : Le colonel Grasseur
- 1983 : Erendira de Ruy Guerra : Le père d'Ulysse
- 1984 : L'Année des méduses de Christopher Frank : Pierre
- 1987 : Sweet Country : Père Venegas
- 1987 : Le Cœur musicien de Frédéric Rossif : narrateur
- 1988 : Les Pyramides bleues : Noah
- 1988 : L'Œuvre au noir : Zénon (voix)
- 1991 : Les Enfants du vent : Le maire
- 1992 : Sur la terre comme au ciel (Svo a jöröu sem a himni) : Dr. Charcot
- 1993 : Vent d'est de Robert Enrico : Dr. Hoop
- 1995 : Othello de Oliver Parker : Brabantio
- 1996 : La Propriétaire d'Ismail Merchant : Raymond T.K.
- 1999 : Furia d'Alexandre Aja : Aaron
- 2000 : Là-bas... mon pays d'Alexandre Arcady : Blanville
- 2006 : La Science des rêves de Michel Gondry
- 2008 : Deux Jours à tuer de Jean Becker : Le père d'Antoine

### Télévision
- 1957 : La Nuit des rois (téléfilm) : Le duc Orsino
- 1959 et 1964 : La caméra explore le temps (série télévisée) : De la Villiröuet / Rodolphe de Habsbourg
- 1962 : Le Dossier Chelsea Street (téléfilm de Marcel Bluwal d'après Walter Weideli) : Steward
- 1965 : Le Coup de pistolet (d'après la nouvelle éponyme d'Alexandre Pouchkine), téléfilm de Willy Holt : Sylvio
- 1968 : Sarn de Claude Santelli : Kester
- 1971-1974 : Aux frontières du possible (série télévisée) : Yan Thomas
- 1972 : Pas de frontières pour l'inspecteur : Le Milieu n'est pas tendre (téléfilm) : Stam/de Winter
- 1973 : Le Reflet dans la mer (téléfilm) : Karl de Lincken
- 1973 : Héloïse et Abélard (téléfilm) : Abélard
- 1974 : Massacre pour un Prestige (documentaire) : Narrateur (Voix)
- 1974 : Un bon patriote (téléfilm) : Alfred Redl
- 1974 : La Logeuse (téléfilm) : M. Tienne
- 1974 : Macbett (téléfilm) : Macbett / Banco
- 1974 : Henry Miller, poète maudit de Michèle Arnaud : Narrateur (Voix)
- 1975 : La Muraille de Rey Bouba (documentaire) : Narrateur (Voix)
- 1975 : Les Exilés (téléfilm) : Richard Rowan
- 1975 : Saint-Just et la Force des choses (téléfilm)
- 1976 : La Forteresse des Intrigues (documentaire) : Narrateur (Voix)
- 1976 : L'Homme d'Amsterdam de Victor Vicas (série télévisée) : Pierre Vermeer
- 1976, 1982 et 1986 : Cinéma 16 (série télévisée) : 
  - 1976 : Le Temps d'un regard de Boramy Tioulong : Marc Audran
  - 1976 : La Vie en pièces de Daniel Moosmann :  Arthur
  - 1982 : Je tue il de Pierre Boutron : Le romancier
  - 1986 : Le Collier de velours de Jean Sagols :  Charles Courville
- 1977 : L'Empire du Surnaturel (documentaire) : Narrateur (Voix)
- 1977 : Les Sept Vaches maigres du roi Shilluk  (documentaire) : Narrateur (Voix)
- 1978 : La Face Magique du Pouvoir (documentaire) : Narrateur (Voix)
- 1978 : Meurtre sur la personne de la mer (téléfilm) : Werner Kuntz
- 1978 : Les Bonnes Âmes (téléfilm) : Henry Granier
- 1978 : Le Vent sur la maison de Franck Appréderis, (téléfilm) : Rémy
- 1979 : Les Noubas de Fungor (documentaire) : Narrateur (Voix)
- 1979 : Le Secret de leur Corps (documentaire) : Narrateur (Voix)
- 1980 : Panique à Kor-Samba (documentaire) : Narrateur (Voix)
- 1980 : La Fin du marquisat d'Aurel (série télévisée) : Palamède d'Aurel
- 1981 : Le Référendum des Dieux (documentaire) : Narrateur (Voix)
- 1981 : Histoires extraordinaires (téléfilm) : Dupin
- 1981 : Cinq-Mars de Jean-Claude Brialy : Louis XIII
- 1982 : Sous le Régime de la Terreur (documentaire) : Narrateur (Voix)
- 1983 : Les Mouettes sur la Saône (téléfilm) : Lazare
- 1984 : Rubis (téléfilm) : Sévère
- 1985 : Les Fanas du ciné (téléfilm) : Georges
- 1985 : Le Passage (téléfilm) : Cazzaro
- 1986 : The Collectors (série télévisée) : Charles Thieron
- 1987 : La Mafia (La piovra 3) (série télévisée) : Carlo Antinari
- 1988 : La Face de l'ogre (téléfilm) : Ringler
- 1989 : Le Hérisson (téléfilm) : Paul
- 1990 : Orages d'été, avis de tempête (série télévisée) : John
- 1992 : Les Cœurs brûlés (série télévisée) : Marc Leroy
- 1992 : Haute Tension (série télévisée) : Alexandre Desterac
- 1993 : Les Grandes Marées (série télévisée) : Bruno Feldman
- 1993 : Meurtre en ut majeur (téléfilm) : Walter Caldor
- 1995 : L'Enfant des rues (téléfilm) : Giroud
- 1996 : Berjac: Coup de maître (téléfilm) : Longari
- 1997 : La Serre aux truffes (téléfilm) : Pierre-Simon Sigliat
- 1997 : Madame le Consul (série télévisée) : François Maillant
- 1999 : Un et un font six (série télévisée) : Éric, le père de Raphaël et Greg
- 1999 : Justice (série télévisée) : Gilbert Le Guen
- 1999 : Retour à Fonteyne (téléfilm) : Aurélien Laverzac
- 2001 : Le Secret d'Alice (téléfilm) : Jacques
- 2001 : Dette d'amour (téléfilm) : Gérard
- 2001-2007 : Fabien Cosma (série télévisée) : André Cosma
- 2002 : Garonne (série télévisée) : François
- 2002 : La Source des Sarrazins (téléfilm) : Armand
- 2003 : Louis Page (série télévisée) (épisode Le soleil en face): Adrien Laroche
- 2004 : Déjeuner chez Wittgenstein (téléfilm) : Voss
- 2004 : Imperium : Nerone (téléfilm) : Paul de Tarse
- 2005 : Pas de ciel au-dessus de l'Afrique (téléfilm) : Ian Coburn
- 2009 : A.D.A. L'argent des Autres (téléfilm) : Jorgenson

## Théâtre
- 1952 : Les Trois Mousquetaires d'après Alexandre Dumas
- 1953 : Sud de Julien Green, mise en scène Jean Mercure, Théâtre de l'Athénée
- 1953 : La Maison de la nuit de Thierry Maulnier, mise en scène Marcelle Tassencourt et Michel Vitold, Théâtre Hébertot
- 1953 : La Chair de l'orchidée de James Hadley Chase, mise en scène Robert Hossein, Grand-Guignol
- 1954 : Pour le roi de Prusse de Maurice Bray, mise en scène de l'auteur, Théâtre Hébertot
- 1954 : L'Ennemi de Julien Green, mise en scène Fernand Ledoux, Théâtre des Bouffes-Parisiens
- 1955 : La Chair de l'orchidée adaptation Frédéric Dard et Marcel Duhamel d'après James Hadley Chase, mise en scène Robert Hossein, Grand-Guignol
- 1955 : Le Bal des adieux d'André Josset, mise en scène Jean Mercure, Théâtre Montparnasse
- 1955 : L'Éventail de Lady Windermere d'Oscar Wilde, mise en scène Marcelle Tassencourt, Théâtre Hébertot, 1956 : Théâtre Daunou
- 1958 : La Paix du dimanche de John Osborne, mise en scène Raymond Gérôme, Théâtre des Mathurins
- 1959 : Les Possédés d'Albert Camus d'après Fiodor Dostoïevski, mise en scène Albert Camus, Théâtre Antoine
- 1959 : Le Long Voyage vers la nuit d'Eugene O'Neill, mise en scène Marcelle Tassencourt, Théâtre Hébertot
- 1960 : Le Long Voyage vers la nuit d'Eugene O'Neill, mise en scène Marcelle Tassencourt, Théâtre Marigny
- 1960 : Jules César de William Shakespeare, mise en scène Jean-Louis Barrault, Odéon-Théâtre de France
- 1961 : Les Violons parfois de Françoise Sagan, mise en scène Jerome Kilty, Théâtre du Gymnase
- 1962 : L'Aiglon d'Edmond Rostand, mise en scène Henry Mary, Théâtre du Châtelet
- 1963 : La guerre de Troie n'aura pas lieu de Jean Giraudoux, mise en scène Jean Vilar, Festival d'Avignon
- 1963 : Le Cid de Corneille, mise en scène Marcelle Tassencourt, Théâtre de l'Athénée
- 1964 : Lorenzaccio d'Alfred de Musset, mise en scène Raymond Rouleau, Théâtre Sarah Bernhardt
- 1964 : Luther de John Osborne, mise en scène Georges Wilson, Festival d'Avignon
- 1965 : Luther de John Osborne, mise en scène Georges Wilson, TNP Théâtre de Chaillot
- 1965 : La Calèche de Jean Giono, mise en scène Jean-Pierre Grenier, Théâtre Sarah Bernhardt
- 1965 : Hamlet de William Shakespeare, mise en scène Georges Wilson, TNP Théâtre de Chaillot, Festival d'Avignon
- 1966 : Le Cid de Corneille, mise en scène Jean Deschamps, Festival Abbaye de Jumièges et Théâtre antique d'Arles, 3e festival de la jeunesse.
- 1966 : La Calèche de Jean Giono, mise en scène Jean-Pierre Grenier, Théâtre des Célestins
- 1967 : Le Duel d'Anton Tchekhov, mise en scène André Barsacq, Théâtre de l'Atelier
- 1967 : Pygmalion de George Bernard Shaw, mise en scène Pierre Franck, Théâtre de l'Œuvre
- 1969 : Pygmalion de George Bernard Shaw, mise en scène Pierre Franck, Théâtre des Célestins
- 1970 : Dom Juan de Molière, mise en scène Stellio Lorenzi, Théâtre de Nice
- 1973 : La Reine de Césarée de Robert Brasillach, mise en scène Jean-Laurent Cochet, Théâtre Moderne
- 1977 : La Nuit de l'iguane de Tennessee Williams, mise en scène Andréas Voutsinás, Théâtre des Bouffes-du-Nord
- 1980 : La musique adoucit les mœurs de Tom Stoppard, mise en scène Robert Dhéry, Théâtre de la Ville
- 1983 : Les Exilés de James Joyce, mise en scène Andréas Voutsinás, Théâtre Renaud-Barrault
- 1985 : Retour à Florence d'après Henry James, adaptation Jean Pavans, mise en scène Simone Benmussa, Théâtre Renaud-Barrault
- 1986 : La Salle d'attente, mise en scène Jean-Pierre Granval, Théâtre Renaud-Barrault
- 1987 : La Ronde d'Arthur Schnitzler, mise en scène Alfredo Arias, Théâtre de l'Odéon
- 1987 : Le Secret d'Henri Bernstein, mise en scène Andréas Voutsinás, Théâtre Montparnasse
- 1989 : Le Secret d'Henri Bernstein, mise en scène Andréas Voutsinás, Théâtre des Célestins
- 1989 : La Traversée de l'hiver de Yasmina Reza, mise en scène Patrice Kerbrat, Centre national de création d'Orléans, 1990 : Théâtre national de la Colline
- 1990 : La Fonction de Jean-Marie Besset, mise en scène Patrice Kerbrat, Studio des Champs-Elysées
- 1992 : Le Jugement dernier de Bernard-Henri Lévy, mise en scène Jean-Louis Martinelli, Théâtre de l'Atelier
- 1993 : Passions secrètes de Jacques-Pierre Amette, mise en scène Patrice Kerbrat, Théâtre Montparnasse
- 1994 : « Art » de Yasmina Reza, Théâtre des Champs-Élysées puis en tournée en province
- 1996 : La Cour des comédiens d'Antoine Vitez, mise en scène Georges Lavaudant, Festival d'Avignon
- 1999 : Copenhague de Michael Frayn, mise en scène Michael Blakemore, Théâtre Montparnasse
- 2002 : Hysteria de Terry Johnson, mise en scène John Malkovich, Théâtre Marigny
- 2003 : Déjeuner chez Wittgenstein de Thomas Bernhard, mise en scène Hans Peter Cloos, Théâtre de l'Athénée Louis-Jouvet, Théâtre Montparnasse en 2004
- 2006 : Opus Cœur d'Israël Horovitz, mise en scène Stéphan Meldegg, Théâtre Hébertot
- 2008 : Rock'N'Roll de Tom Stoppard, mise en scène Daniel Benoin, Théâtre national de Nice
- 2009 : A.D.A. L'Argent des Autres de Jerry Sterner, mise en scène Daniel Benoin, Théâtre national de Nice

## Doublage

### Cinéma

#### Films
- Sean Flynn : 
  - Le Signe de Zorro (1963) : Don Ramón Martínez y Rayol / Zorro
  - Le Temple de l'éléphant blanc (1964) : Dick Ramsey
  - Les Sept Colts du tonnerre (1966) : Timothy Hollister Benson
- 1958 : Lex Barker dans Le Fils du corsaire rouge
- 1958 : Lee Patterson dans Jack l'Éventreur
- 1960 : Ed Fury dans La Reine des Amazones
- 1961 : Antonio Molino Rojo dans Le Gladiateur invincible
- 1962 : Anthony Perkins dans Le Procès
- 1964 : Richard Widmark dans Les Drakkars
- 1972 : Robert Duvall dans Le Parrain (1er doublage)
- 1972 : Roy Scheider dans Un homme est mort
- 1984 : James Woods dans Il était une fois en Amérique (1er doublage)
- 1999 : Terence Stamp dans L'Anglais

### Télévision

#### Téléfilms
- 1962 : Guy Williams dans Le Prince et le Pauvre (Téléfilm) - Doublé seulement en 1981

## Discographie
- L'Aiglon (Edmond Rostand), avec Pierre Vaneck et Jacques Dumesnil. Présentation de Maurice Clavel. Deutsche Grammophon Gesellschaft coll. Archive Littéraire no 43900/1
- Florilège de la Poésie Amoureuse Française : Moyen Âge - Renaissance. Poèmes lus par Emmanuelle Riva et Pierre Vaneck. Deutsche Grammophon Gesellschaft coll. Archive Littéraire no 43905

## Distinctions

### Récompenses
- Molières 1988 : Molière du comédien dans un second rôle pour Le Secret
- Prix du Syndicat de la critique 2003 : meilleur comédien pour Déjeuner chez Wittgenstein

### Nominations
- Molières 1995 : Molière du comédien pour « Art »
- Molières 2005 : Molière du comédien pour Déjeuner chez Wittgenstein
- César 2009 : César du meilleur acteur dans un second rôle pour Deux Jours à tuer